# شون مايكلز
مايكل شون هكنبوتم (ولد 22 يوليو 1965)، يشتهر باسمه في حلبات المصارعة شون مايكلز (بالإنجليزية: Shawn Michaels)‏ مصارع أمريكي معتزل يعمل في شركة المصارعة العالمية الترفيهية WWE، وسابقًا اتحاد المصارعة العالمي WWF في القسم راو. وهو من أول المصارعين في الشركة، حيث شارك فيها سنة 1988.
بدأ هكنبوتم مسيرته في المصارعة الحرة في شركة (الجنوب الوسطي للمصارعة) Mid-South Wrestling وجمعية المصارع الأمريكية American Wrestling Association ـ (AWA)، في هذا الوقت كان يعمل بالشراكة مع مارتي جانيتي وكان اسم فريقهم «مد نايت روكرز» The Midnight Rockers، وفازا ببطولة AWA للفرق العالمية مرتين. سجل هكنبوتم و«جناتي» في «اتحاد المصارعة الحرة» WWF ومازلا في عقد مع شركة AWA، ولكنهما عادا إليها، حتى ذهبا مرة أخرى إلى شركة المصارعة العالمية الترفيهية.
عمل هكنبوتم كمصارع منفرد في الفترة اللاحقة، وتغيرت شخصيته إلى «ذ هارت بريك كد» The Heartbreak Kid. وكان قائدًا لشراكة خلف الكواليس تسمى «ذ كلك» The Kliq في 1996. في السنة اللاحقة تشارك مع هنتر هيرست هلمزلي المسمى تربل إتش وزمليتهما شينا وشكلا فريق د-جنرايشن إكس D-Generation X. مجموعة من المصارعين عرفت بحس المرح والفكاهة. وفي نفس السنة شارك هكنبوتم في مباراة من أكثر المباريات المثيرة للجدل في التاريخ وسميت المباراة «مونتريال سكرو جوب» Montreal Screwjob. أجبر على التقاعد بسبب إصابة في الظهر، بعد أن خسر بطولة WWF في مهرجان «راسلمينيا» الرابع عشر. افتتح هكنبوتم أكاديمية للمصارعة. وسماها «أكاديمية شون مايكلز للمصارعة» وهناك درب مصارعين مستقبليين. قام بعودته في مهرجان «سمر سلام» في 2002. في سنة 2006 قام هكنبوتم وتربل إتش بإعادة تشكيل فريق د-جنرايشن إكس بسرعة، ولكن بعد إصابة تربل إتش عاد هكنبوتم للمصارعة فرديًا.
رغم كل شيء هكنبوتم كان بطل العالم أربع مرات، وبطل WWF ثلات مرات. وفاز في المباراة الرئيسية بمهرجان «الرويال رمبل» في 1995 و 1996. خارج المصارعة هكنبوتم زوج وأب لطفلين.

## بداية مسيرته المهنية (1984-1988)
بدأ التدرب على يد المصارع المكسيكي «جوزي لوثاريو» Jose Lothario. ومن البداية كان اسمه في المصارعة «شون مايكلز» بعد التدرب مع لوثاريو قام بأول ظهور له في شركة «الجنوب الوسطي للمصارعة» وشركة «نجوم تكساس» TAW سنة 1984. خلال وقته في TWA مايكلز و«بول دايومند» Paul Diamond حصلا على بطولة TWA للفرق العالمية بواسطة «جافو قيريو» الأب واشترك ايضًا في شركة «وسط الولاية للمصارعة» Central States Wrestling وهنا قابل زميله مارتي جناتي وحصلا على بطولة الفرق في هذه الشركة ولاحقًا خسروها لفريق «باتنز» Battens. قام مايكلز بظهوره الدولي في سن العشرين في شركة AWA وهنا تشارك مرة أخرى مع مارتي جناتي، وسميا الفريق «مد نايت روكرز» وحازا على بطولة AWA للفرق العالمية. في 1987 سجل فريقهم في اتحاد العالم للمصارعة (WWF) طردا من هذه الشركة بعد أسبوعين وعادا إلى AWA، وبعد سنة من عودتهما أعادا التسجيل في المصارعة العالمية الترفيهية.
اتحاد المصارعة العالمية WWF والمصارعة العالمية الترفيهية WWE أعاد فريق «ذ روكرز» الظهور في WWF تاريخ 7 يوليو 1988، وبسبب رئيس مجلس الإدارة فنس مكمان تم تغيير اسم الفريق من «مد نايت روكرز» إلى «ذ روكرز» The Rockers، لقى الفريق شعبية كبيرة من قبل النساء والأطفال.
في أكتوبر 1990 فاز ذ روكرز ببطولة WWF للفرق من فريق «ذ هارت فاونديشن» (بريت هارت و«جم نيدهارت» Jim Neidhart). ولكن بعد فترة وجيزة تمكن فريق «ذ هارت فاونديشن» من استرجاع البطولة ولكن بدون تلفزة، وعندما انتشر الخبر تعذرت WWF بأن الحلبة كانت غير صالحة، وكانت أحد أجزاء الزوايا مكسورة فعلاً ولكن ليس بصورة ملحوظة أو خطر. واصل «ذ روكرز» اللعب كفريق وفي نهاية المطاف تفرقا في 2 ديسمبر 1991. حين ضرب مايكلز بوبي جناتي بضربته القاضية الركلة الموسيقية وأسقطه من نافذة، اختفى جناتي ولم يظهر مرة أخرى في الشركة. وبدأ مايكلز بتصرفات الأوغاد «ذ بوي توي» The Boy Toy.

## الفتى محطم القلوب (1992-1995)

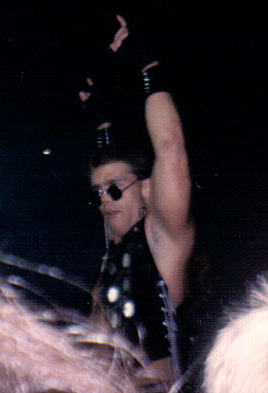
مايكلز في حدث مباشر 1994كان

لقبه في البداية الفتي مركب القلوب ولكن هذا اللقب غير مرغوب فيه لان هناك بطل في السابق كان لقبه هذا اللقب وقالوا له لا يجب عليه سرقة القاب الابطال
فاقترح مستر بيرفكت أن يلقب مايكلز نفسه «ذ هارت بريك كد» The Heartbreak Kid أي الفتى محطم/مفطر القلب.
وقد اثبت نفسه بانه قادر علي امتلاك هذا اللقب.
فشل مايكلز في الفوز ببطولة WWF للقارات من بريت هارت في 1992، وخسر أول مباراة درج في WWF. ولكنه عاد وفاز بالقلب من «ديفيد سمث» David Smith في 27 أكتوبر 1992. بعد فترة وجيزة كان في حدث رئيسي في مهرجان لأول مرة ضد بريت هارت في مهرجان سلسلة «سرفايفر» 1992 وهناك خسر بطولة WWF. بالرغم أن زميله «ألتمت وريور» لم يستطع الحضور تشارك مايكلز في مباراة فرق مع بريت هارت ضد فريق ريك فلير وسكوت هول المعروف بريزار رمون. في هذه الفترة دخل شون في عداء مع زميله السابق في الفريق مارتي جناتي، وخسر له بطولة القارات في 17 مايو 1993. وأعاد الحصول عليه في 6 يونيو بمساعدة حارسه الشخصي في ذلك الوقت «ديزل» (كفن ناش).
في سبتمبر 1993، انسحب مايكلز من الشركة، بعد أن أذيع أنه لم يستطع الدفاع عن بطلوته لوقت محدد سابقً. لم يرد مايكلز الاشتراك في شركة «البطولات العالمية» WCW. فعاد الرجوع إلى WWF في سلسلة «سرفايفور».
بعد فترة وجيزة دخل في عداء مع ريزار رمون (سكوت هول) الذي فاز ببطولة القارات خلال غياب مايكلز. بما أن مايكلز لم يخسر هذه البطولة في المباراة ادعى أنه يستحق أن يكون حامل هذه البطولة حتى أنه حمل حزام البطولة. تم إنهاء العداء بينهما في مباراة درج في مهرجان «رسل مينيا» العاشر. خسر مايكلز هذه المباراة، وتم التصويت على أنها «أفضل مباراة للعام» وقيمت مباراة خمس نجوم.
في 28 أغسطس 1994 مايكلز و«ديزل» حازا على بطولة WWF للفرق العالمية (من سامو وإدوارد فاتو). في اليوم التالي في مهرجان «سمر سلام» خسر «ديزل» بطولة القارات لريزار رمون بعد أن قام شون مايكلز بركلته الخارقة على «ديزل» عن طريق الخطأ، مما أدى لتفرقة الفريق. فاز مايكلز بمهرجان «الرويل رمبل» 1995 مما أعطاه الحق بمباراة للبطولة في الحدث الرئيسي في مهرجان «رسل مينيا» الحادي عشر ضد «ديزل» (الذي فاز ببطولة WWF). خسر مايكلز المباراة وابتعد عن الحلبات.

### فريق «كليكس انفلوونس» (1995-1997)
عاد مايكلز إلى الحلبات وأصبح من المصارعين المحبوبين من قبل الجماهير، في يوليو 1995 هزم جف جارت في المهرجان السابق «إن يور هاوس» In Your House وفاز ببطولة القارات للمرة الثالثة الأمر الذي أدى لمباراة دفاع عن البطولة ضد «ريزار رمون» في مهرجان «سمر سلام» وأيضًا في مباراة درج وفاز مايكلز بها. في فترة مقاربة. أصبح مايكلز قائدًا لفريق خلف الكواليس «ذ كلك» ويعني الزمرة. في أكتوبر 1995 هوجم شون مايكلز في خارج حانة بمدينة نيويورك، تم تبديل بطولة القارات من شون إلى «دين دوقلرز» لأنه كان غير قادر على المنافسة حسب ما صرحت به WWF. لاحقًا في تلك الليلة خسر دوقلرز البطولة لأحد أعضاء فريق «ذ كلك» ريزار رمون. في مباراة ضد «أوين هارت» في راو أصابت شون مايكلز ركلة لمؤخرة الرأس وتواصلت المباراة حتى انهار شون في الحلبة. فخرج بسبب الإصابة ولكن رجع بعد فترة قصيرة.
بعد عودته شارك في الحدث الرئيس بمهرجان «الرويال رمبل» 1996 وفاز فيه للسنة الثانية على التوالي وأدا هذه الفوز لبماراة بطولة في رسل مينيا وفاز شون ببطلولة WWF. في ذلك الوقت أصبح «جوسي لوثاريو» مدير أعمال شون. في رسل مينيا الثانية عشرفاز مايكلز على بريت هارت في مباراة من نوع «سدن دث» Sudden Death أي الموت المفاجئ في مباراة الرجل الحديدي لمدة ستين دقيقة. في 19 مايو 1996 فاز مايكلز بمباراة قفص حديدي ضد ديزل. بعد انتهاء المباراة ريزار رمون (الذي كان على وشك مغادرة WWF إلى WCW) أتى إلى الحلبة وعانق شون مايكلز، وأتى هنتر هيرست هلمزلي لمشاركة عناق الوداع. بدأت شركة WCW بالارتقاء بسبب مشاركة سكوت هول وكفن ناش حافظ شون على البطولة لسنة كاملة وخسرها في سلسلة سرفايفور 1996، وعاد الحصول عليها في 1997 مهرجان الرويال رمبل.
في أحد حلقات راو الخاصة تخلى شون عن بطولته فأصبحت خالية –لا أحد يحملها- وبرر هذا الفعل بقوله أن طبيبه شخص إصابة بالركبة ستجبره على التقاعد. بعد جراحة في الركبة عاد شون بعد بضعة أشهر وشارك فريقًا مع ستيف أوستن وفازا ببطولة WWF للفرق. وكجزء من العداء بينه وبريت هارت قام شون بإعلان هذا العداء في مقابلة شخصية وادعى أن بريت هارت صرح أن مايكلز كان يتظاهر بالإصابة.
في «سمر سلام» حَكْمَ مايكلز مباراة على بطولة الـ WWF بين الأندرتيكر وبريت هارت، وانتهت المباراة بشكل غريب (حيث ضرب شون الأندرتيكر بكرسي عن طريق الخطأ فكان يقصد أن يصيب بريت هارت بعد أن بصق في وجهه) وأجبر مايكلز على إعطاء حزام البطولة لعدوه بريت هارت. في مهرجان «ون نايت أونلي» One Night Only الذي وقع في برمنغام، إنجلترا في سبتمبر، هزم مايكلز «ذ برتش بل دوق» The British Bulldog وحاز على بطولة WWF الأوربية، الجمهور –البريطاني- كان بالطبع يشجع «ذ برتش بل دوق» فروعوا بسبب نتيجة المباراة وطالبوا بطرد شون مايكلز من المبنى، حتى أنهم ملؤوا الحلبة بالقمام. خلال سمر سلام 1997، بدأ عداء بين شون مايكلز والأندرتيكر بعد أن ضربه مايكلز بكرسي فولاذي. أكتوبر في مهرجان «إن يور هاوس» شارك أندرتيكر وشون مايكلز في أول مباراة من نوع الجحيم في زنزانة، خلال المباراة سقط شون مايكلز من سطح القفص (مسافة 15قدم = 5 متر) وعلى طاولة وبالرغم من ذلك عين الفائز من المباراة. تم تقييم المباراة على أنها من خمس نجوم من قبل «ديف ملتزر» Dave Meltzer.
في الصيف تشارك مايكلز مع صديقه هنتر هيرست هلمزلي وأصدقائه «جاينا» و«رك روود» Rick Rude وشكلوا فريق «دي إكس» DX. واصل مايكلز التنافس مع بريت هارت وفريقهم –الذي أعيد تشكيله- «ذ هارت فاونديشن»، وعندما كان في كندا قام بالسخرية من الكنديين بتنظيف أنفه بالعلم الكندي، وادعى لاحقًا أن تدنيس العلم كان فكرة بريت. ولإنهاء العداء بينهما حددت مباراة على بطولة WWF في سلسلة سرفايفر 1997 بينهما وفاز شون بالمباراة. فصار يحمل بطولتي WWF و WWF الأوربية. ولكنه خسر البطولة الأوربية لتربل H.

### عداوته مع ستيف أوستن والإصابة، والعودة كمفوض (1998-1999)

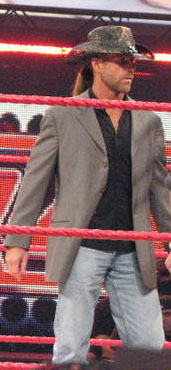
مايكلز برتبة المفوض

في مهرجان «الرويال رمبل» 1998 أصابت مايكلز إصابة في الظهر بسبب مباراة تابوت Casket Match والهدف من هذه المباراة وضع الخصم في تابوت، تم إلقاء مايكلز خارج الحلبة وعلى الصندوق فضرب القسم السفلي من ظهره، مما سبب مرض «الدسك» Disck في فقرتين من العمود الفقري. أجبرته هذه الحادثة على التقاعد بعد أن خسر بطولة WWF لستيف أوستن في رسل مينيا الرابع عشر.
رجع مايكلز إلى WWF في 23 نوفمبر 1998 ولكن ليس كمصارع، بل المفوض في الشركة فيحدد المباريات والقوانين ويتحكم بها، وشارك مع فنس مكمان ومجموعة مصارعين أسموا أنفسهم «كوبوريش» Corporation. خلال أواخر 1998 وبداية 1999 قام شون بظهور نظامي في راو وهناك كان يحدد المباريات بسبب السلطة المنسبة إليه وكان في بعض الأحيان يحدد نتيجة المباريات! في أوائل 1999 أعاد مايكلز الانضمام إلى فريق (DX) وكان مفضلاً عند الجماهير، ولكنه اختفى من WWF لبضعة أشهر بسبب جراحة في الظهر، وفي وقت رجوعه كان فريق DX قد انتهى.
قام شون مايكلز بظهور عرضي في التلفاز على WWF خلال الربيع والصيف من سنة 1999. وغاب عن التلفاز حتى 21 مايو 2000 وقام بتحكيم مباراة من نوع الرجل الحديدي بين ذ روك وتربل H. بعد شهر أعاد شون الظهور وسلم وظيفته كمفوض إلى «مك فولي» Mick Foley وبعدها غاب عن التلفاز قرابة سنة. في هذا الوقت كان شون يعتقد أنه مسيرته في المصارعة الحرة قد انتهت، وكان مهتم بتعليم الأفراد الراغبين بأن يصبحوا مصارعين محترفين، وبدأ يفكر في الاحتمال أن يستخدم اسمه ويفتح «أكاديمية شون مايكلز لتعليم المصارعة»Shawn Michaels Wrestling Academy واقترح هذه الفكرة محاميه «سكب مكورنيك» Skip McCormick. في نهاية المطاف انسحب مايكلز من الأكاديمية.

### العودة والعداء مع تربل اتش (2002-2004)

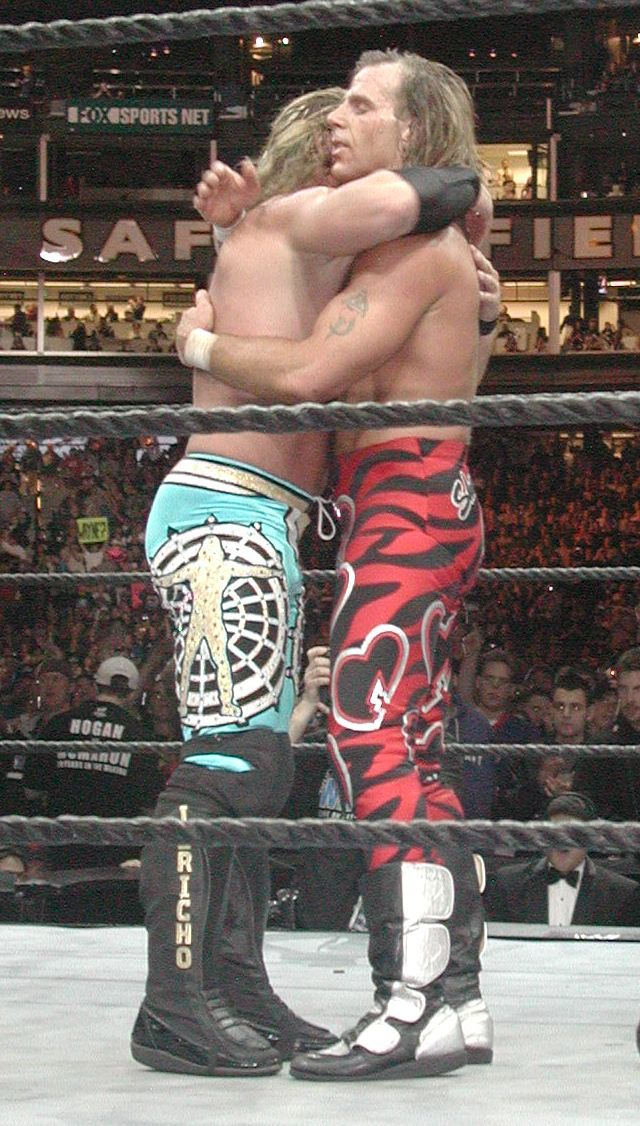
مايكلز مع كريس جيريكو

في 2002 عاد مايكلز إلى المصارع وقام كفن ناش بإحضاره إلى فريق «نيو وورلد أوردر» (nWo) كعضو جديد من المجموعة. وبعد انتهاء هذه الشراكة، عاد تربل H لطلب الصلح مع شون مايكلز، وأثبت هذا الأمر عندما طلب مايكلز من تربل H أن يعود إلى راو، لاحقًا دخلا الحلبة بأسلوب DX مع الموسيقى وعندما كانا على وشك تنفيذ حركتهم المعهودة (Suck it) خان تربل H زميله بتنفيذ حركته المعهودة بدي قري عليه. وكتكملة لذلك هاجمه بعد أسبوع في مكان اصطفاف السيارات وضرب رأسه بزجاج سيارة، وكرد على ذلك تحدى شون مايكلز تربل H في مباراة بـ «سمر سلام» وقبل تربل H التحدي. فاز شون بالمباراة ولكن تربل H هاجمه بالمطرقة بعد المباراة. وفي سلسلة سرفايفور فاز شون ببطولة العالم للوزن الثقيل من تربل H في أول مباراة من نوع الغرفة القفصية. وعاد شون ليخسر البطولة إلى تربل H في مباراة من نوع «ثلاث مراتب من الجحيم» Three Stages Of Hell في «آرماقدون» Armageddon.
بدأ مايكلز التنافس مع كريس جيريكو بعد أن ادعى الأخير أنه سيكون شون مايكلز القادم. في 13 يناير 2003 بعد أن فاز جركو في مباراة ملكية وكانت المباراة لتحديد الدخول رقم #30 في مهرجان «رويال رمبل» القادم، وكان شون مايكلز محدد مسبقًا أنه سيدخل الأول ولكنه جركو بدل دخوله رقم 30 إلى رقم 2 للتنافس مع شون مايكلز. وفي المباراة قام جركو بمساعدة كريستيان بإقصاء مايكلز. هزم مايكلز جركو في رسل مينيا التاسعة عشر وبعد المباراة مد شون يده –للتصافح- وصافحه جريكو مع عناق ولكن جريكو خان شون وركله في الأربية.
كجزء من العداء بين تربل H وشون مايكلز تشاركا في مباراة ثلاثية مع كريس بنوا في الحدث الرئيس براسل مينيا العشرون لبطولة العالم للوزن الثقيل وفاز بنوا بالمباراة. في يونيو مهرجان «باد بلود» خسر مايكلز ضد تربل H في مباراة من نوع الجحيم في زنزانة وبعد شهر خسر مباراة على بطولة العالم للوزن الثقيل ضد تربل H بسبب تدخل «إيدج» Edge. خرج مايكلز من الحلبات لبضعة أشهر بسبب إصابة في الركبة.

### العداء مع كرت آنغل وهلك هوغن (2005)

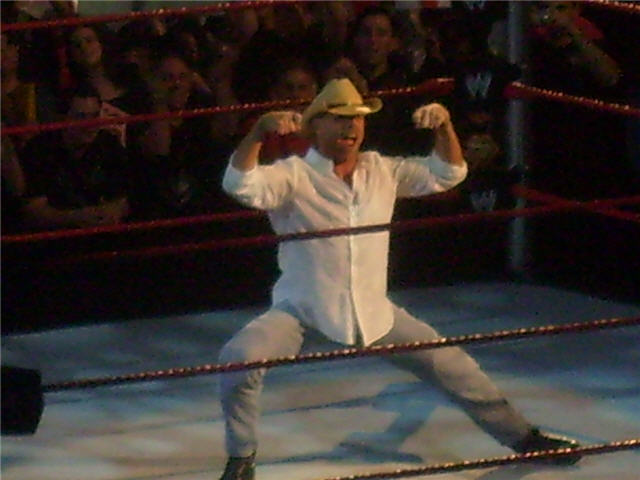
مايكلز يستعرض للجمهور

في «رويل رمبل» 2005 مايكلز شارك في المباراة وأقصى كيرت أنجل. وكالسعي للانتقام أعاد آنغل الدخول وأقصى مايكلز، وطبق عليه حركته المعهودة «آنكل لوك» Ankle Lock خارج الحلبة. تحدا مايكلز آنغل في مباراة برسل مينيا الواحدة والعشرون وقبل آنغل التحدي عندما ظهر في راو وهاجم مايكلز. في الأسبوع التالي في راو، أعاد فريق «ذ روكرز» التشارك لليلة واحدة وهزما فريق «روب كانوي» و«سايلفن قرينر». بعد ثلاثة أيام في سماك داون هزم آنغل «مارتي جناتي» بواسطة حركته «آنكل لوك». وفي المباراة المحددة في رسل مينيا فاز آنغل مرة أخرى بإخضاع «آنكل لوك».
في الليلة التالية في راو، «محمد حسن» و«دافييرا» خرجا وقاما بعدوان على مايكلز. وفي حلقة 11 أبريل من راو تقرب مايكلز من أحد أعضاء الإدارة «إريك بشوف» Eric Bischoff وطلب مباراة من نوع العائق ضد محمد حسن ودافييرا، ورفض «بشوف» تحديد المباراة، وطلب من مايكلز أن يجد له شريكًا ليجعلها مباراة فرق. التمس شون مايكلز من هولك هوغان للمشاركة في الفريق معه. في 18 أبريل راو هاجم محمد حسن مايكلز، حتى تدخل هوغن وأنقذ مايكلز وقبل طلبه بالشراكة. في مهرجان «باك لاش» Backlash فاز هوغن وشون بالمباراة بتثبيت دافييرا. وفي 4 يوليو راو لعب مايكلز وهوغن مرة أخرى كفريق وفازا. ولكن بعد المباراة ضرب شون هوغن بركلته الموسيقية الخارقة. الأسبوع التالي في راو ظهر مايكلز وضرب «رودي بايبرز» Roddy Piper بنفس الركلة وتحدى هوغن لمباراة في «سمر سلام». فاز هوغن بهذه المباراة وبعد المباراة مد شون يده للمصافحة وصافحه هوغن.

### العداء مع عائلة مكمان وعودة فريق DX (2006-2007)

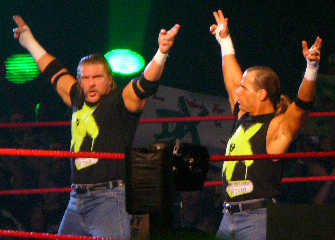
حركة DX المعهودة

في 26 ديسمبر 2005 قال مايكلز أنه يكن ولاء للشركة بدأ مكمان باشتراطات غير اعتيادية على مباريات شون مايكلز. خلال الرويل رمبل دخل مكمان قرب الحلبة وقام شون بالتحديق إليه وظهر شين مكمان من الخلف وأقصى مايكلز من المباراة. في 13 فبراير راو فشل مكمان في محاولة جعل شون توقيع وثيقة تقاعد، وفي الأسبوع اللاحق فاز شون بمباراة من نوع العائق وبعد المباراة أتى مارتي جناتي زميل مايكلز القديم وأنقذه من العدوان الذي كان فيه. وحاول شون مساعدة جناتي الحصول على عقد بالشركة. في أحد المباريات فاز شين مكمان على مايكلز في قتال شوارع. فاز مايكلز على شين في رسل مينيا الثانية والعشرون في مباراة بدون استعباد. وفي «باك لاش» فاز فنس وشين على مايكلز و«قود» God في مباراة فرق. في 22 مايو راو أصابت شون إصابة في الركبة، وابتعد عن الحلبات لبعض الوقت.
في 2006 صارت الكثير من الأحداث المؤهلة لإعادة تشكيل DX. بدأت في رسل مينيا الثانية والعشرون حينما طبق شون وتربل H حركة DX المعهودة خلال مبارياتهم. وفي راو واصلا الاثنان بتنفيذ هذه الحركة حيث تعادى مايكلز مع فنس مكمان وسعى تربل إتش لبطولة WWE. في 12 يونيو راو تم إعادة تشكيل الفريق بشكل رسمي وخلال مباراة سرداب لتربل H أتى مايكلز لمساعدته وقام الاثنان بحركة DX المعهودة. وفي مهرجان «فنجنز» Vengeance فاز DX في مباراة عائق من نوع 5 ضد 2، وثم في راو فازا بمباراة عائق 5 ضد 2 من نوع الإقصاء وهزما فنس وشين مكمان في «سمر سلام». ومرة أخرى فازا على شين وفنس وبيج شو في مباراة الجحيم في زنزانة.
في «سايبر سندي» Cyber Sunday واجه DX فريق «ريتد RKO» المكون من راندي اورتن وإيدج وحدد الجمهور أن يكون الحكم «إريك بشوف» الذي سمح بفريق «ريتد RKO» بالفوز بطريقة غير شرعية وبذلك هم أول فريق يهزم DX بعد إعادة التشكيل. في مهرجان «نيو يير رفلوشن» New Year Revulsion أصاب تربل إتش تمزق في عضلة الساق اليمنى خلال المباراة مع فريق «ريتد RKO» وفاز «ريتد RKO» بالمباراة. في 15 يناير قام شون بوضع رأس راندي اورتن على كرسي وضربه بكرسي آخر بعد مباراة العائق ضد «ريتد RKO».

### العداوات المختلفة (2007-2008)

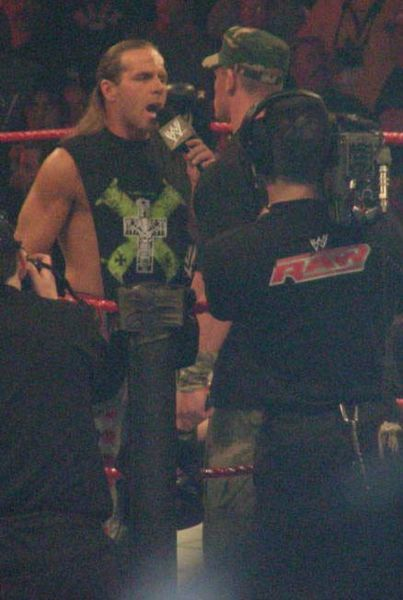
مايكلز يواجه جون سينا

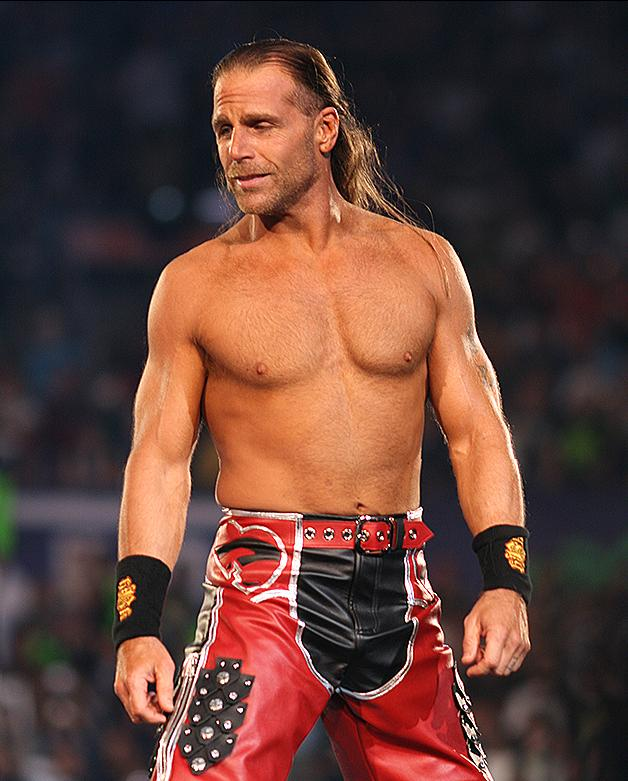
مايكلز قبل مباراته الأسطوية مع ريك فلير

في 29 يناير راو، حاز مايكلز على بطولة العالم للفرق مع بطل الـ WWE جون سينا بعد أن هزما فريق «ريتد RKO». وبعد فاز في مباراة ثلاثية ضد راندي اورتن وإيدج، للحصول على فرصة مباراة لبطولة WWE. في رسل مينيا الثالثة والعشرون تمكن سينا من الدفاع عن بطولته بنجاح بعد أن فاز بالإخضاع "STF" على مايكلز، في الليلة التالية في راو خسرا لقب بطولة الفرق العالمية لفريق «ذ هارديز» مات هاردي وأخوه الأصغر جيف هاردي، فبدأ عداء بينه وبين سينا. تواجه سينا ومايكلز واورتن وايدج في مباراة رباعية في «باك لاش» لبطولة WWE واستطاع سينا الحفاظ على بطولته مرة أخرى، بعد أن قام شون بركلته عليه ولكنه سقط على راندي اورتن وثبته!
دخل مايكلز في عداء مع اورتن بعد ما ادعى الأخير أنه يستطيع أن يهزم مايكلز، قبل المباراة بينهما في «ججمنت دي» تدخل اورتن في مباراة بين مايكلز وايدج وقام بركلته الخطرة على مايكلز. واعتدى اورتن على مايكلز مرة أخرقبل المباراة المحددة، انهار مايكلز في تلك المباراة فأوقفها الحكم معلنًا اورتن الفائز ولكن اورتن واصل الضرب على مايكلز وطبق عليه ضربته القاضية RKO، وتم إخراج مايكلز على نقالة طبية. عاد مايكلز في 8 أكتوبر راو وقام بركلته الموسيقية على بطل WWE الجديد اورتن. في «سايبر سندي» صوت الجمهور على أن يكون مايكلز هو خصم اورتن على البطولة، فاز شون ولكن بالاستبعاد فحافظ اورتن على البطولة. حصل مايكلز على فرصة بطولة أخرى في سلسلة «سرفايفور» ولكن في هذه المباراة منع مايكلز من استخدام ركلته الموسيقية فخسر مايكلز المباراة.
واجه مايكلز ريك فلير في مباراة التقاعد في رسل مينيا الرابعة والعشرون وفاز فيها بركلته الخارقة مما أجبر فلير على التقاعد وإنهاء مسيرته. واجه بتيستا شون على هذا الخصوص ووصفه بالأنانية والعجرفة، فتواجه الاثنان في «باك لاش» وكان كريس جيريكو حكم المباراة، فاز مايكلز بعد أن تظاهر بالإصابة في رجله وقام بشكل مفاجئ بركلته الموسيقية. واجه جركو مايكلز بخصوص إدعاء الإصابة، فهزمه شون في مباراة في «ججمنت دي». وفي «ون نايت ستاند» خسر شون لبتيستا في مباراة من نوع النقالة الطبية –الهدف منها وضع الخصم على نقالة طبية وعبور خط النهاية به- وأنهت هذه المباراة العداء بينهما. في يونيو 9 راو هوجم مايكلز من قبل كريس جيريكو وضرب وجهه بشاشة تلفاز. مما سبب إصابة انفصال شبكية العين، وتواجها في «ذ قريت أمريكان باش» وهناك قام جركو بتركيز الضربات على عين شون المصابة فأوقف الحكم المباراة معلنًا جركو الفائز. بعد شهر في «سمر سلام» ذهب مايكلز ليعلن أن سيتقاعد من المصارعة ولكنه تحدى جركو في «انفورقفن» وقبل جركو. في الأسبوع التالي حددت جلسة لتوقيع الوثيقة بين الإثنين. فاز مايكلز بالمباراة، ولكن جركو بدل سي ام بونك وفاز ببطولة العالم للوزن الثقيل في نفس تلك الليلة. في مهرجان «نو مرسي» تواجه الاثنان في مباراة درج وكانت لبطولة العالم للوزن الثقيل ونجح جركو في المحافظة على بطولته.

### عداوته مع JBL وعودة الدي اكس (2008 - 2009)
في ديسمبر 2008 وافق مايكلز العرض بأن يكون موظف لدى جون برادشو ليفيلد JBL لأن مايكلز خسر مدخرات عائلته، فشل مايكلز في ضمان فوز مديره على جون سينا في «رويال رمبل» ليحصل على بطولة العالم للوزن الثقيل. وفي مهرجان رويال الرامبل خسر JBL المباراة امام جون سيناء بتدخل شون مايكلز لاإن مايكلز يريد ان يتخلص من ان يكون موظف ل JBL. ووافق شون على الدخول في مباراة يراهن فيها على كل شي ضد JBL في «نو وي آوت» شهر فبراير. واشترط شون مايكلز على أن يعطيه مديره السابق راتبه الكامل بدون توظيف. نجح مايكلز في الفوز بمباراة ضد الذي لا يهزم في ذلك الوقت فلاديمير كوزلوف، وأنهى رصيده بدون هزائم في 2 مارس راو، وحصل على فرصة مواجهة الأندرتيكر في رسل مينيا 25. في الحدث فاز الأندرتيكر في المباراة ليزيد رصيده الخالي من الهزائم إلى 17 فوز على حساب مايكلز. ثم غادر مايكلز الشركة لفترة.
عاد مايكل لبرامج WWE في مشاهد متقطعة في عروض راو 10 أغسطس 2009، قابل تربل إتش مايكلز في مطعم في ولاية تكساس وكان شون يعمل كطاهي وكان يحاول إقناع مايكلز بالعودة إلى WWE وإعادة تشكيل فريق DX. في النهاية وافق مايكلز وتم إعادة تشكيل فريق DX وهزما (Legacy) في مهرجان SummerSlam. وفي مهرجان Hell In a Cell، فاز DX على Legacy في مباراة من نوع الجحيم في زنزانة.
وفي عرض من عروض الراو ظهر فريق السماك داون (كريس جريكو ودرو ماكنتير وشاد غاسبر وجي تي جي وكين ودولف زيجلر) وقاموا ب الاستهزاء بفريق الراو وفجأة دقت موسيقة الدي اكس وظهر فريق راو (تربل اتش وشون مايكل ومارك هنري وبيغ شو وجاك سواغر وكودي رودز وكوفي كنغستون) ودار قتال عنيف بين الفريقين وانتها بفوز فريق الراو. وفي نهاية سنة 2009، دخل فريق DX عداوة مع فريق چيري شو علي الألقاب فرق، وتحددت مباراة بينهم في أول مهرجان TLC في التاريخ في مباراة من نوع سلالم و طاولات و كراسي علي ألقاب فرق وفي مهرجان TLC فاز فريق DX علي فريق چيري شو وتحقيق أول القاب فرق بينهم.

### عداوات متفرقة ونهاية المسيرة (2009 - 2010)
في بداية سنة 2010 تحدى شون مايكل أندرتيكر في مباراة في راسلمينيا 25 لعام 2009. أدى المصارعان مباراة تاريخية يسجلها التاريخ وقد صنفت بأنها أفضل مباراة في الألفية الجديدة. أقام بعض العداوات مع مصارعين آخرين بعد هذه الفترة. في بداية 2010, قام شون مايكل بمساعدة جون سينا بإقناع فنس مكمان المالك الرسمي للـ WWE بضرورة إرجاع بريت هارت. في أحد عروض راو في شهر يناير 2010, قام بريت هارت وشون مايكل بالمصافحة أمام الجمهور وقد دفنوا الماضي خلفهم بعد 13 عاماً على مرور خيانة مونتريال الشهيرة. فيه هذي الفترة أيضاً، ألح شون مايكل على أندرتيكر بأن يتصارعا في مهرجان رستلمانيا 26 في مباراة إعادة لرستلمانيا 25, ولكن أندرتيكر رفض الطلب. أندرتيكر في هذي الفترة كان بطل العالم للوزن الثقيل، فما كان من شون مايكل إلا أن تدخل في مهرجان Elimination Chamber 2010 في مباراة الاليمينيشن شامبر بين أندرتيكر و 5 آخرون وفعل ضربته القاضية على الأندرتيكر ممأ أدى إلى فوز كريس جيريكو بالحزام وخسارة الاندرتيكر. بعدها وافق أندرتيكر على المباراة في رستلمانيا 26 ولكن بشرط، إذا خسر شون مايكل فإنه سيعتزل. وافق شون مايكل. في راسلمينيا 26 كان الجمهور يتسائل عما إذا كان شون مايكل هو من سينهي أسطورة أندرتيكر، ال 17 فوز بلا هزيمة، في رستلمانيا؟ أو سيفوز أندرتيكر في المباراة ويحتفظ بلقب ال 17 فوز وينهي مسيرة شون مايكل؟. في رستلمانيا 26, أدى الطرفان مباراة أقل مايقال عنها أنها مباراة أسطورية وقد خسر شون مايكل المباراة. بعد المباراة، قام شون مايكل بتحية الجمهور. في عرض راو 29 مارس 2010, ظهر شون مايكل وشكر الجماهير وبريت هارت، وفنس مكمان وهنتر (تربل اتش) وتحدث عن أنه لا يستطيع إكمال مسيرته ولا يريد الرجوع في وعده لأندرتيكر الذي أنهى مسيرته ولا الجماهير التي حضرت وشاهدت مباراة اعتزاله.
لكن في 10يناير2011 عاد إلى الwwe وظهرت عداوه بيته وبين alberto delrio في أول يوم بعد رجوعه وانتهت اليله بتسديده sweet chin music مفاجأة له شون مايكل أصبح عضو في قاعة المشاهير ومن بعذ ذلك كانت له كلمة بخصوص عداوة أندرتيكر ضد تريبل اتش، حيث أعلن أنه مؤيد لصديقه تريبل اتش وأن أندرتيكر يستحق العقاب.

### حياته الشخصية
زوجة مايكلز السابقة اسمها تيريزا وود ولكن هذا الزواج لم يستمر وانتهى بالطلاق.وثم تزوج مايكلز بشخصية سابقة في WCW من فريق «نايترو قيرلز» Nitro Girls وهي «ريبيكا هكنبوتم» Rebecca Hickenbottom. تزوجا في 31 مارس 1999 في لاس فيغاس وكان حفل زواج صغير. وأول مواليد لهما صبي اسمه «كاميرون كيد دياز»diaz Cameron Kade علي اسم الممثلة المشهورة (كامرون دياز) في 5 يناير 2000، وبنت «شاين ميشيل» Cheyenne Michelle في 19 أغسطس 2004.
ولديه أخ عمره 30 اسمه (اوين) واخت 28 اسمها (سيلينا)وقد مات الاثنين في حادثة سيارة وقد سبب ذلك الاكتئاب لانه كان متعلق بهم مما جعله يتوهم ان اخته واخوه يقفان بجواره
على هكنبوتم الكثير من الأوشام على جسمه، مثل الذي على شكل قلب يخترقه سيف وحوله ثعبان على شكل S، وعلى اصبعه الذي يضع في خاتم الزواج يوجد حرف R الذي يرمز لزوجته ريبيكا وفي رسغه الأيسر على اسم ابنه، وفي رجله اليسرى صورة زوجته وفي رجله اليمنى وشم على ولاية تكساس. وعلى فخذه الأيسر قلب مكسور عليه الحروف HBK.
و اخر على شكل شمعة محروقة وتخترقه ابرة صغيرة وعليه عيون بريئة الأول يدل علي انه سيحرق خصومه والاخر يدل علي انه لن يهون عليه أحد... وكانت لدي شون مايكلز مخيلة طفل فقد كان يتخيل ان كامرون دياز امه رغم أنها تصغره من العمر ب 8 سني

## معلومات في المصارعة
- ضربات قاضية

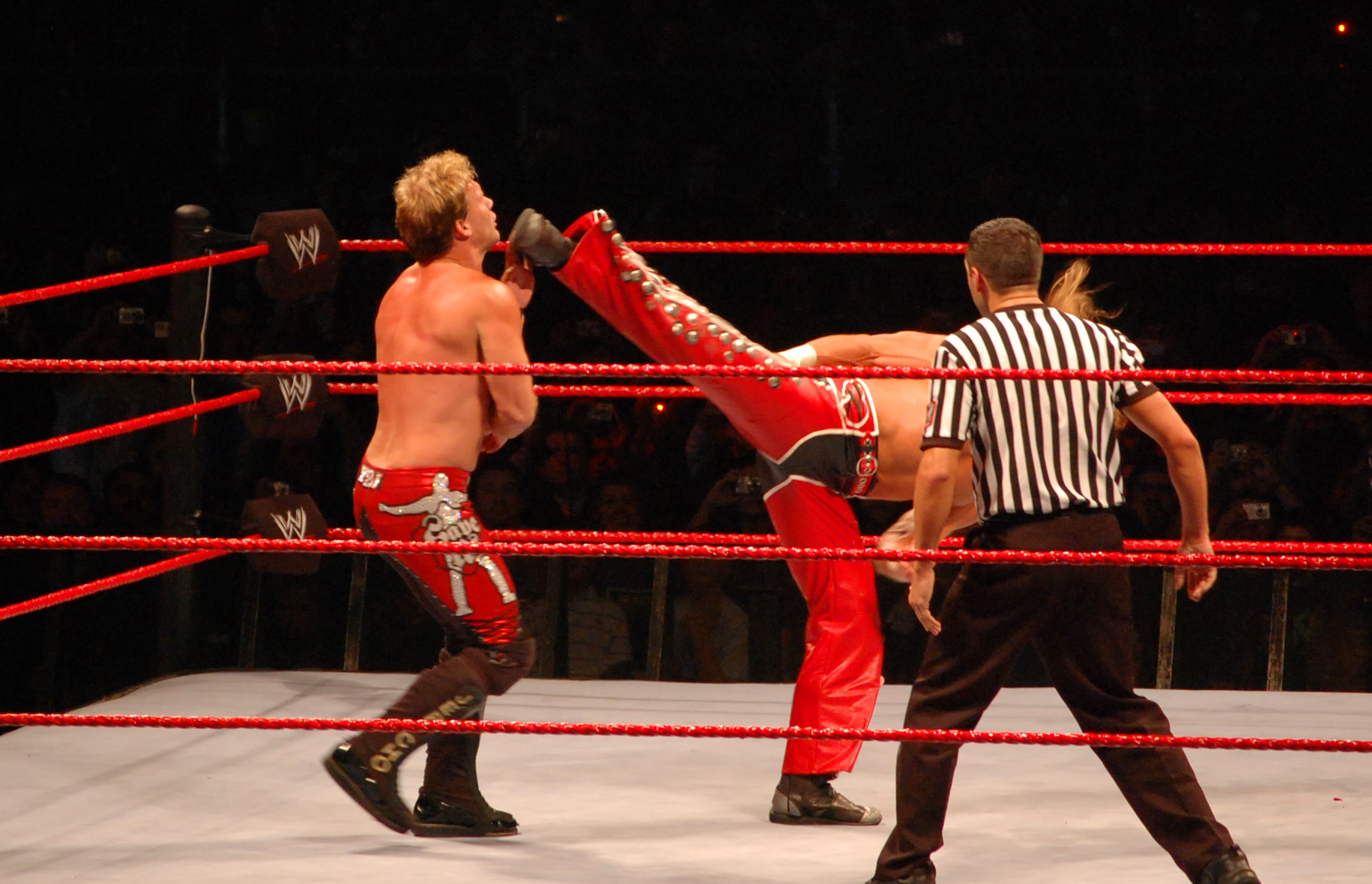
مايكلز يطبق حركه Sweet Chin Music على كريس جيريكو

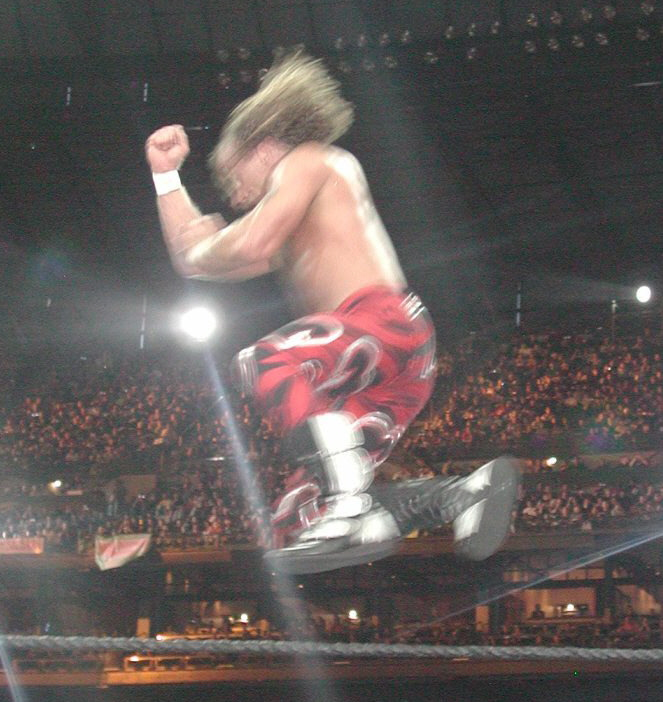
مايكلز يطبق حركة Diving Elbow Drop

  - ـ Modified figure four leglock ـ استخدمت في أوائل 2008
  - ـ Spike piledriver ـ في الفترة 1993-1994 واستخدمت نادرًا كضربة عادية لاحقًا
  - ـ ''Sweet Chin Music'' ـ ركلة خارقة قبلها ضربات بالرجل على الأرض
  - ـ Teardrop suplex ـ (Leg hook Saito suplex) ـ استخدمت في 1992-1993
- ضربات مميزة
  - ـ Arm trap crossface ـ 2007 – حاليًا **_ وكانت حركته المفضلة اسمها THE BREAD OF THE CHEESE)
  - ـ Backhand chop
  - ـ Belly to back suplex
  - ـ Diving clothesline ـ من 1992 إلى 1993
  - ـ Diving elbow drop
  - ـ Diving splash
  - ـ Dropkick
  - ـ Figure four leglock
  - ـ Flying forearm smash followed by a kip-up
  - ـ Inverted atomic drop
  - ـ Leg feed enzuigiri
  - ـ Moonsault sometimes while springboarding to the outside
  - ـ Scoop slam
  - ـ Skin the cat
  - ـ Slingshot crossbody
  - ـ Swinging neckbreaker
  - ـ Thesz press ـ تتبع بعدة لكمات
- مدراء أعمال
  - «سنسشونال شيري» Sensational Sherri
  - «ديزل» (كفن ناش)
  - «جاينا» Chyna **_تريبل اتش **_كين **_ هورن سواغل مدربه
  - أغنية الدخول إلى الحلبة (sexy boy)
  - أغنية الدخول القديمة (SEVEN MEN AND ONE BOY)** الأغنية الأقدم (I HAVE THE BREAD

## بطولاته وإنجازاته
- لقب العالم للتاج تيم AWA (مرتين)
- بطولة المحترفين في المصارعة.
- أفضل مباراة في السنة (10 مرات):
- المصارع الأكثر شعبية PWI Most Popular Wrestler of the Year (مرتين)
- تصنيف الأول على أكثر من 500 مصارع عام 1996
- تصنيف العاشر على أكثر من 500 مصارع عام 2003
- تصنيف 33 على أكثر من 100 تاج تيم عام 2003
- بطولة تكساس للنجوم
- لقب التاج تيم TASW Texas (مرتين) مع بول دايموند
- لقب العالم للوزن الثقيل TWA
- بطولاته في المصارعة العالمية الترفيهية
- لقب الاتحاد WWF ثلاث مرات
- لقب الاوربي WWF
- بثي القارات WWF ثلاث مرات
- لقب التاج تيم (5 مرات) مع ديزل (2). ستيف اوستن. تربل اتش. جون سينا
- لقب العالم للوزن الثقيل
- الرويال رمبل (1995، 1996)
- أول فائز للجراند سلامي:جوائز السلامي :
- Slammy Award for Best Slammin' Jammin' Entrance (1996)
- Slammy Award for Best Threads (1996)
- Slammy Award for Squared Circle Shocker (1996) Won for collapsing; Owen Hart accepts the award for making Michaels collapse
- Slammy Award for Master of Mat Mechanics (1996)
- Slammy Award for US West Match of the Year (1996) vs. Razor Ramon in a Ladder match at SummerSlam
- Slammy Award for Leader of the New Generation (1996)
- Slammy Award for Best Finisher (1997)
- Slammy Award for US West Match of the Year (1997) vs. Bret Hart in an Iron Man match at WrestleMania XII
- Slammy Award for Match of the Year (2008) vs. Ric Flair at WrestleMania XXIV
- Slammy Award for Match of the Year (2009) vs. The Undertaker at WrestleMania XXV

## وصلات خارجية
- شون مايكلز على موقع IMDb (الإنجليزية)
- شون مايكلز على موقع ميوزك برينز (الإنجليزية)
- شون مايكلز على موقع إن إن دي بي (الإنجليزية)
- شون مايكلز على موقع قاعدة بيانات الفيلم (الإنجليزية)
- شون مايكلز على موقع دبليو دبليو إي (الإنجليزية)
- شون مايكلز على موقع WrestlingData.com (الإنجليزية)
- شون مايكلز على موقع CageMatch worker (الإنجليزية)
- شون مايكلز على موقع قاعدة بيانات المصارعة على الإنترنت (الإنجليزية)
- شون مايكلز على موقع عالم المصارعة على الإنترنت (الإنجليزية)
- شون مايكلز على موقع عالم المصارعة على الإنترنت (الإنجليزية)
- ملف الشخصي في موقع WWE
- ـ الملف الشخصي في أونلاين وورلد رسلينغ
- ـ شون مايكلز في قاعدة بيانات الأفلام